# 愛知県道371号豊岡三谷港線
愛知県道371号豊岡三谷港線（あいちけんどう371ごう とよおかみやこうせん）は、愛知県蒲郡市内を通る一般県道である。

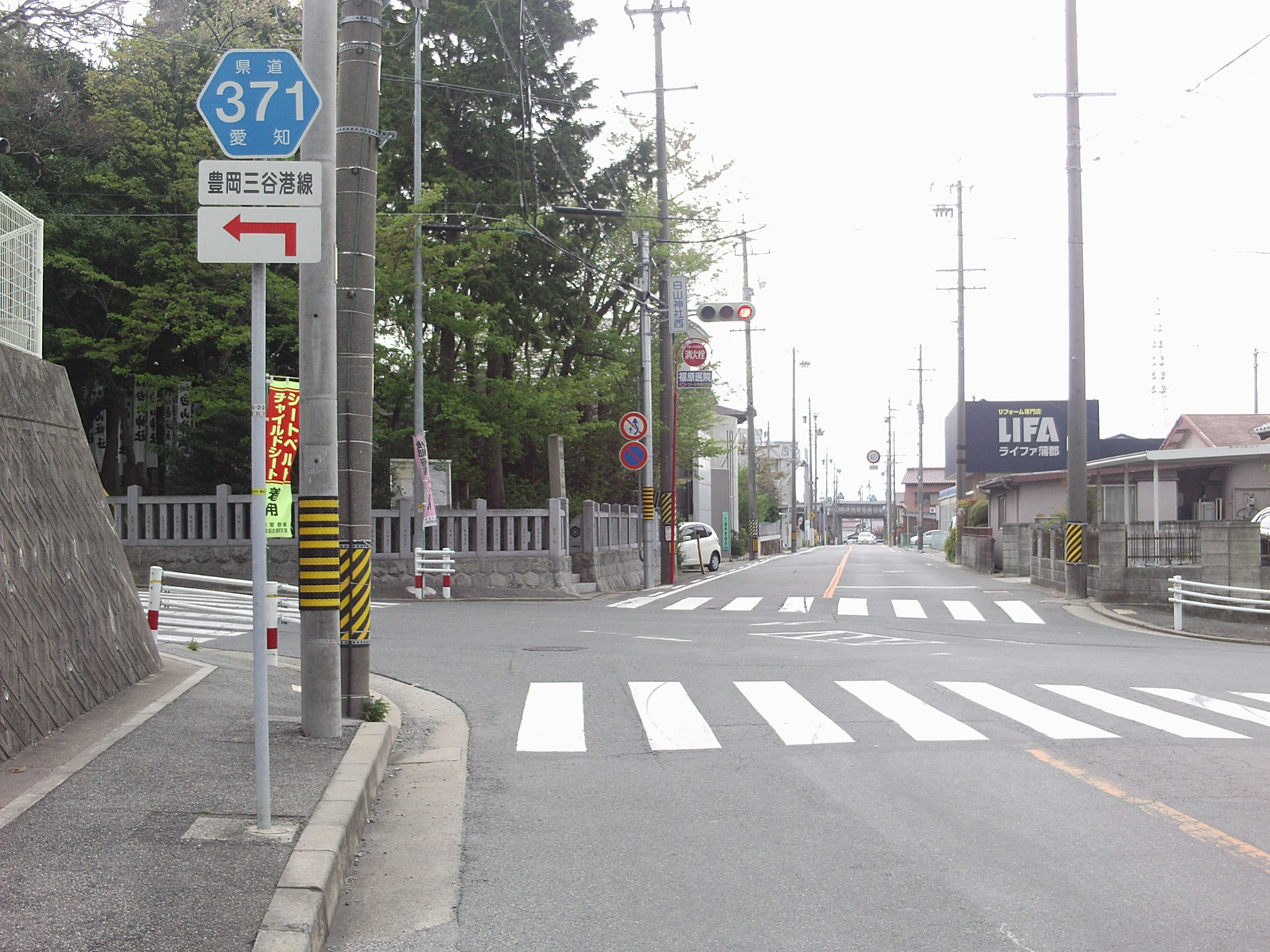
豊岡（起点地域）にて。いくつか道を曲がるがほとんど案内標識がないので経路が分かりにくい。

## 概要

### 路線データ
- 起点：愛知県蒲郡市豊岡町（白山神社西交差点、豊岡町西門交差点）
- 終点：愛知県蒲郡市三谷町（三谷港）
- 総距離：約2.5km（白山神社西起点）

## 沿革
- 1959年12月15日：認定

## 別名
- 市役所通り（蒲郡市）
- 三谷通り（蒲郡市三谷駅北交差点から天伯ガード北交差点までが旧国道247号の区間）
- 港町通り（蒲郡市）

## 接続する道路
- 愛知県道368号豊川蒲郡線（国坂街道）（白山神社西交差点）
- 国道247号（中央バイパス）（豊岡町西門交差点）
- 国道247号（中央バイパス）（三谷町地内：市道を介して接続）
- 国道23号（二舗交差点・三谷交差点間で重複）

## 沿線周辺
- 日本特殊合金本社
- 東京製綱繊維ロープ本社
- JR東海道線 三河三谷駅
- かねだい 三谷店
- 三谷埠頭
- 三谷漁港